# Michaël Joannes Antonius Lans
Michaël Joannes Antonius Lans, bekend als monseigneur M.J.A. Lans, (Haarlem, 18 juli 1845 – Amsterdam, 3 februari 1908) was een Nederland geestelijke, componist en musicoloog op het gebied van kerkmuziek.
Hij was zoon van bierbrouwer Bernardus Lans en Sophia Catharina Hafkenscheidt, zus van redemptorist, prediker, volksmissionaris Bernard Hafkenscheidt (1807-1865).
Hij kreeg zijn opleiding aan het kleinseminarie Hageveld in Voorschoten en het groot-Seminarie in Warmond. Hij werd in 1869 priester. Na een periode als kapelaan te Hillegom te hebben gewerkt, werd hij docent aan Seminarie Hageveld. Daar volgde een baan als pastoor in Schiedam (1887), kanunnik in Haarlem (1896) en deken van Amsterdam (1906). Hij was ook enige tijd directeur van het Sint-Nicolaasgesticht (Gesticht van liefdadigheid, Herengracht 182).
Zijn andere kant ontwikkelde hij via zijn ouders en piano- en orgelleraar Schaeken. Hij bracht het tot muziekdocent en directeur zangoefeningen aan genoemd Groot-Seminarie. Hij was in 1875 medeoprichter van het Gregoriusblad; hij werd er tot aan zijn dood hoofdredacteur. In 1876 volgde de oprichting van de "Nederlandsche Sint Gregorius-vereniging tot bevordering van Kerkelijke Muziek"; werd voorzitter van de "Commissie van toezicht op de kerkmuziek" te Haarlem en de landelijke "Commissie tot keuring van kerkmuzikale composities". Lans stond destijds bekend als hervormer binnen de behoudende kerkmuziek richting Cecilianer en neopalestrijnse stijl. Hij was bezoeker van het "Congres voor den Gregoriaansche zang" te Arezzo (1892).
Zelf schreef hij:
- De jonge korist (uitgeverij J van Leeuwen)
- De katholieke organist (idem)
- Handboek ten gebruike bij het onderwijs in den Gregoriaanschen zang (idem)
- Het leven van pater Bernard, priester van de congregatie des Allerh. Verlossers.
- Leerboek van het contrapunt (onvoltooid)
- Eeredienst en toonkunst (1882)
- Kerstzang voor drie gelijke stemmen en orgel, enkele cantates (Cantate voor inwijding van het verbouwde Seminarium Hageveld) en missen (waaronder Missa in honorem nativitatis domini voor alt, drie mannenstemmen en orgel)

Hij overleed in het Onze Lieve Vrouwe Gasthuis en werd begraven op Sint Barbara. Zijn rouwadvertentie vermeldde "Geheim Kamerheer van Z.H. den Paus", "Kanunnik Theologaal van het Haarlemsch Kapittel", "ridder in de Orde van de Nederlandse Leeuw" en "Deken van Amsterdam"". Willem Pieter Hendrik Jansen schreef een werk ter nagedachtenis van Lans.
- Biografisch Portaal: 29568643
- Digitale Bibliotheek voor de Nederlandse Letteren: lans006
- International Standard Name Identifier: 0000 0003 8586 9751
- Library of Congress Control Number: n82053102
- Nederlandse Thesaurus van Auteursnamen: 069894248
- Réseau des bibliothèques de Suisse occidentale: 02-A003495644
- Istituto Centrale per il Catalogo Unico: MUSV037287
- Système universitaire de documentation: 24326691X
- Virtual International Authority File: 243425504
- WorldCat: E39PBJpj99HRB7GcPXrbPWK8G3